# Los especialistas del show
Los especialistas del show fue un programa televisivo argentino de espectáculos, centrado en el polémico reality show de baile Bailando por un sueño Argentina. Es presentado por el periodista Marcelo Polino junto con la actriz y modelo María del Cerro, y fue emitido por Canal 13. El programa se estrenó el 23 de julio de 2018 y es producido por LaFlia Contenidos. Finalizó el 31 de diciembre de 2018.

## Formato
El programa sigue el detrás de escena del controvertido reality Bailando por un sueño Argentina durante su transcurso en el aire y presenta notas de cámara a los integrantes del jurado, los participantes y a sus familiares. Cada baile y polémica es analizado. Para ello, cuentan con un equipo de panelistas e incluso tendrán como invitados a los famosos que participen de la competencia, ya sea en el estudio de televisión o en el móvil con un cronista.

## Equipo

### Conductores
- Marcelo Polino (2018)
- María del Cerro (2018)

### Panelistas
- Silvina Escudero (2018)
- Fernanda Iglesias (2018)
- Majo Martino (2018)
- Yanina Latorre (2018)
- Flavio Mendoza (2018)
- Sol Pérez (2018)

### Cronista
- Martín Salwe (2018)